# شعاع واندروالسی
| عنصر    | شعاع(آنگستروم) |
| ------- | -------------- |
| هیدروژن | ۱.۲۰           |
| کربن    | ۱.۷            |
| نیتروژن | ۱.۵۵           |
| اکسیژن  | ۱.۵۲           |
| فلوئور  | ۱.۳۵           |
| فسفر    | ۱.۹            |
| گوگرد   | ۱.۸۵           |
| کلر     | ۱.۸            |
| مس      | ۱.۴            |

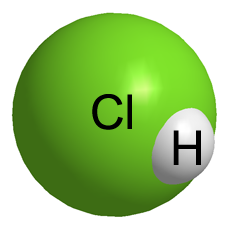
پیوند بین کلر و هیدروژن نمونه‌ای از نیروهای واندروالسی است.

شعاع‌های واندروالسی نمایانگر کوتاه‌ترین فاصله ممکن بین اتم‌هایی است که بین آنها پیوند شیمیایی وجود ندارد. این فاصله مقداری است که در آن، نیروهای جاذبه ضعیف بین اتم‌ها، با نیروی دافعه بین پوسته‌های الکترونی، به تعادل رسیده‌اند.